# Hina Suguta
Hina Suguta (直田 姫奈?, Suguta Hina; Prefettura di Hyōgo, 17 aprile 1995) è una doppiatrice e cantante giapponese.
È affiliata con Animo Produce, ed è nota per aver doppiato Marin Kitagawa in My Dress-Up Darling e anche per essere un membro della band Morfonica, parte del media franchise BanG Dream!, in cui è anche la doppiatrice di Tōko Kirigaya.

## Biografia
Suguta è nata nella prefettura di Hyōgo il 17 aprile 1995. Fin dalla tenera età ha avuto un particolare interesse per l'intrattenimento, essendo stata fan del gruppo di idol Morning Musume. e della cantante Yui, che l'ha ispirata a imparare a suonare la chitarra acustica. Durante le scuole medie e le scuole superiori, è diventata una fan di serie anime come Gintama, One Piece e Free!. Ha anche vissuto a Hong Kong e Singapore durante la sua infanzia, dove ha imparato a parlare correttamente l'inglese.
Dopo essersi laureata all'università, Suguta ha inizialmente lavorato come insegnante di scuola materna. All'epoca era amica di Chiharu Hokaze, che aveva frequentato la sua stessa università e all'epoca era un membro del gruppo idol 22/7. Sebbene Suguta avesse già preso in considerazione l'idea di diventare una doppiatrice mentre era alle scuole superiori, la sua amicizia con Hokaze l'ha ulteriormente convinta a perseguire questa strada.
Suguta ha iniziato ad allenarsi in una scuola di doppiaggio gestita dall'agenzia Amino Produce nel 2017. Il suo primo ruolo come doppiatrice è stato quello di Haruka nel videogioco mobile Shōmetsu toshi ed è anche diventata un membro del gruppo idol SPR5, un gruppo facente parte del gioco.
Nel 2020 Suguta è anche entrata a far parte della band Morfonica, che fa parte del franchise multimediale BanG Dream!, lavorando come chitarrista; È stata anche scelta per il ruolo di Tōko Kirigaya nella stessa serie. Nel 2022 invece ha interpretato Marin Kitagawa nella serie televisiva anime My Dress-Up Darling. Nel 2023 ha ricevuto il premio come miglior nuovo attore al 17° Seiyu Awards.

## Filmografia

### Serie anime
2019
- Rinshi!! Ekoda-chan come Tanaka-san
- Shōmetsu toshi come Haruka[6]

2020
- BanG Dream! Girls Band Party! Pico come Toko Kirigaya[7]
- Eternity ~Shinya Nurekoi Channel~ come Maki Kusunoki[8]

2021
- BanG Dream! Girls Band Party! Pico Fever come Toko Kirigaya[7]

2022
- My Dress-Up Darling come Marin Kitagawa[4]
- Kotaro abita da solo come Sawaguchi[9]
- BanG Dream! Morfonication come Toko Kirigaya[10]

2024
- Loner Life in Another World come Gal Leader[11]

### Film di anime
2021
- BanG Dream! Film Live 2nd Stage come Toko Kirigaya[12]

2022
- Bang Dream! Poppin'Dream! come Toko Kirigaya[13]

### Videogiochi
2018
- Shōmetsu toshi come Haruka[2]

2019
- Help!!! Koi ga oka gakuen Otasuke-bu come Kirari Kurusu

2020
- BanG Dream! Girls Band Party come Toko Kirigaya[14]
- Brown Dust come Ashley[15]
- Kemono Friends 3 come l'orso di Bergman[16]

2022
- Kyoutou Kotoba RPG: Kotodaman come Origan[17]
- Goddess of Victory: Nikke come Naga

2023
- Honkai: Star Rail come Guinaifen
- Dragon Quest Monsters: Il Principe oscuro come Fuffa

2024
- Unicorn Overlord come Scarlett, Norbelle